# Budín (Boharyně)
Budín (německy Budin) je malá vesnice, část obce Boharyně v okrese Hradec Králové. Nachází se asi 2,5 km na severozápad od Boharyně. V roce 2009 zde bylo evidováno 15 adres. V roce 2001 zde trvale žilo 22 obyvatel.
Budín leží v katastrálním území Zvíkov nad Bystřicí o výměře 2,46 km2.